# Magnormoen
Magnormoen ist eine kleine Streusiedlung und gehört zu Magnor in der norwegischen Gemeinde Eidskog im Fylke Innlandet.
Die Siedlung liegt etwa 500 Meter von der norwegisch-schwedischen Grenze entfernt, wo 2022 auf der norwegischen Seite der Grenze am Riksvei 2 eine provisorische Dienststelle eingerichtet wurde. In dieser Station hat der in Oslo lebende schwedische Künstler Johan Urban Bergquist, Absolvent der Kunstakademiet i Trondheim, eine Kunstausstellung zusammengestellt. Der Grenzübergang wird täglich von rund 7000 Fahrzeugen benutzt.
Am 15. Mai 2024 erfolgte der Spatenstich für die erste norwegisch-schwedische Polizeistation, ein Gemeinschaftsprojekt der beiden Staaten. Die Station wird genau auf der Grenzlinie liegen. Den Spatenstich nahmen die Justizministerin Emilie Enger Mehl aus Norwegen und der Justizminister von Schweden Gunnar Strömmer vor.
Die Polizeistation liegt südlich von Kongsvinger. Die Landesgrenze wird das Gebäude in zwei Teile teilen und sich sowohl auf der schwedischen als auch auf der norwegischen Seite erstrecken. Die Station wird im Sommer 2025 der schwedischen und norwegischen Polizei zur Verfügung gestellt und wird rund 1350 Quadratmeter groß sein. Verantwortlich für den Bau ist Statsbygg.